# Tipula ishidana
Tipula ishidana är en tvåvingeart som beskrevs av Alexander 1964. Tipula ishidana ingår i släktet Tipula och familjen storharkrankar. Inga underarter finns listade i Catalogue of Life.